# Jean-Pierre Lorit
Jean-Pierre Lorit (ur. 29 listopada 1960 w Paryżu) – francuski aktor teatralny i filmowy, nominowany do Cezara w kategorii najbardziej obiecujący aktor za rolę Nicolasa Rivière w komedii kryminalnej Kwestia smaku (2000) z Bernardem Giraudeau. Za  występ w przedstawieniu Wierzyciele Augusta Strindberga (2005) w reżyserii Hélène Vincent u boku Lamberta Wilsona i Emmanuelle Devos w 2006 zdobył nominację do nagrody im. Moliera.

## Filmografia
- 1990: Twój Vincent jako Theo van Gogh
- 1993: Trzy kolory. Czerwony jako Auguste
- 1997: Ostatni rozdział jako Florent
- 2005: Biała hrabina jako Antoine Jacquier
- 2006: Nie mów nikomu jako adjudant-chef Lavelle
- 2010: Ponad prawem jako Picot
- 2010: Obława jako doktor Jousse